# Epidendrum goodspeedianum
Epidendrum goodspeedianum är en orkidéart som beskrevs av Alex Drum Hawkes. Epidendrum goodspeedianum ingår i släktet Epidendrum och familjen orkidéer. Inga underarter finns listade i Catalogue of Life.